# KBS 제1라디오 뉴스
KBS 제1라디오 뉴스는 KBS 제1라디오에서 방송되는 라디오 뉴스 프로그램이다.

## 방송 시간
- 매일 새벽 1시, 2시, 3시, 4시, 아침 5시, 오전 9시, 10시, 11시, 오후 1시, 3시, 4시, 5시, 저녁 6시, 8시, 밤 10시, 11시, 12시
- 주말 저녁 7시
- 일요일 아침 6시 8시, 오후 2시

## 앵커

### 아침 5시 뉴스
- 이재후 아나운서 (남)

### 오전 9시 뉴스
- 평일 : 김태규 아나운서 (남)
- 주말 : 신성원 아나운서 (여)

### 오전 10시 뉴스
- 평일 : 김희수 아나운서 (남)
- 주말 : 오태훈 아나운서 (남)

### 오후 4시 경제뉴스
- 박노원 아나운서 (남)

### 저녁 5시 뉴스
- 평일 : 김홍성 아나운서 (남)
- 주말 : 변우영 아나운서 (여)

### 밤 10시 뉴스
- 유지철 아나운서 (남)

### 밤 12시 뉴스
- 성세정 아나운서 (남)

### 주말 아침 7시 뉴스
- 이창진 아나운서 (남)

### 주말 오후 2시 뉴스
- 최승돈 아나운서 (남)

### 오후 3시 뉴스
- 이영호 아나운서 (남)

### 저녁 6시 뉴스
- 원석현 아나운서 (남)

### 주말 저녁 7시 뉴스
- 이형걸 아나운서 (남)

### 밤 11시 뉴스
- 임수민 아나운서 (여)

### 일요일 아침 6시 뉴스
- 배창복 아나운서 (남)

## 지역 방송국 프로그램

### 오전 9시 뉴스
| 방송국          | 프로그램 타이틀                   | 주중 진행자     |
| --------------- | --------------------------------- | --------------- |
| KBS춘천         | KBS 제1라디오 뉴스 춘천           | 이의선          |
| KBS원주         | KBS 제1라디오 뉴스 원주           | 이은주          |
| KBS강릉         | KBS 제1라디오 뉴스 강릉           | 이아인          |
| KBS청주         | KBS 제1라디오 뉴스 청주           | 이해수          |
| KBS충주         | KBS 제1라디오 뉴스 충주           | 장예진          |
| KBS부산         | KBS 제1라디오 뉴스 부산           | 김평래          |
| KBS울산         | KBS 제1라디오 뉴스 울산           | 가은혜          |
| KBS창원 KBS진주 | KBS 제1라디오 뉴스 경남           | 김민정          |
| KBS대구         | KBS 제1라디오 뉴스 대구·경북      | 진유현          |
| KBS포항         | KBS 제1라디오 뉴스 포항           | 하승현          |
| KBS안동         | KBS 제1라디오 뉴스 안동           | 박소영          |
| KBS광주         | KBS 제1라디오 뉴스 광주·전남      | 유도희          |
| KBS목포         | KBS 제1라디오 뉴스 목포           | 정윤심          |
| KBS순천         | KBS 제1라디오 뉴스 전남 동부      | 손건희 (리포터) |
| KBS전주         | KBS 제1라디오 뉴스 전북권         | 함윤호          |
| KBS제주         | KBS 제1라디오 뉴스 제주           | 문의순          |
| KBS대전         | KBS 제1라디오 뉴스 대전 세종 충남 | 무작위          |

### 저녁 5시 뉴스
| 방송국          | 프로그램 타이틀                   | 주중 진행자 |
| --------------- | --------------------------------- | ----------- |
| KBS춘천 KBS원주 | KBS 제1라디오 뉴스 춘천           | 김수연      |
| KBS강릉         | KBS 제1라디오 뉴스 강릉           | 황지연      |
| KBS대전         | KBS 제1라디오 뉴스 대전 세종 충남 | 손지화      |
| KBS충주         | KBS 제1라디오 뉴스 충주           | 박은지      |
| KBS울산         | KBS 제1라디오 뉴스 울산           | 김다은      |
| KBS창원 KBS진주 | KBS 제1라디오 뉴스 경남           | 방수빈      |
| KBS포항         | KBS 제1라디오 뉴스 포항           | 최용수      |
| KBS안동         | KBS 제1라디오 뉴스 안동           | 이병찬      |
| KBS광주         | KBS 제1라디오 뉴스 광주·전남      | 유도희      |
| KBS목포         | KBS 제1라디오 뉴스 목포           | 김예은      |
| KBS순천         | KBS 제1라디오 뉴스 전남 동부      | 송나영      |
| KBS전주         | KBS 제1라디오 뉴스 전북권         | 봉효정      |
| KBS부산         | KBS 제1라디오 뉴스 부산           |             |
| KBS대구         | KBS 제1라디오 뉴스 대구·경북      | 무작위      |
| KBS청주         | KBS 제1라디오 뉴스 청주           | 무작위      |

### 저녁 6시 뉴스
| 방송국                  | 프로그램 타이틀                   | 주중 진행자 |
| ----------------------- | --------------------------------- | ----------- |
| KBS춘천 KBS원주 KBS강릉 | KBS 제1라디오 뉴스 강원           | 무작위      |
| KBS대전                 | KBS 제1라디오 뉴스 대전 세종 충남 | 무작위      |
| KBS청주 KBS충주         | KBS 제1라디오 뉴스 충북           | 무작위      |
| KBS부산                 | KBS 제1라디오 뉴스 부산           | 무작위      |
| KBS울산                 | KBS 제1라디오 뉴스 울산           | 무작위      |
| KBS창원 KBS진주         | KBS 제1라디오 뉴스 경남           | 무작위      |
| KBS대구 KBS포항 KBS안동 | KBS 제1라디오 뉴스 대구 경북      | 무작위      |
| KBS광주 KBS목포 KBS순천 | KBS 제1라디오 뉴스 광주·전남      | 무작위      |
| KBS전주                 | KBS 제1라디오 뉴스 전북권         | 무작위      |
| KBS제주                 | KBS 제1라디오 뉴스 제주           | 무작위      |